# Juan Pablo Ramírez Velásquez
Juan Pablo Ramírez Velásquez, mais conhecido como Ramírez ou pelo seu apelido Índio Ramírez (Rionegro, 26 de novembro de 1997), é um futebolista colombiano que joga como meia-atacante. Atualmente joga pelo Qingdao West Coast, emprestado pelo Atlético Nacional.
Para muitos jornalistas, Ramírez, é considerado uma das maiores promessas do futebol colombiano por sua habilidade, dribles e passes de efeito.

## Carreira

### Ínicio
Nasciso em Rionegro, começou a sua carreira no clube da sua cidade natal, o Deportivo Rionegro (mais tarde denominado Leones FC). Ele fez sua estréia pela equipe dia 11 de maio de 2014, começando com uma derrota fora de casa por 0–2 da Categoría Primera B contra o Real Santander (atualmente conhecido com Real San Andrés).

### Atlético Nacional
Depois de jogar regularmente pelo Leones na Copa Colômbia de 2014, Ramírez foi para o Atlético Nacional em 2015, indo jogar nas categorias de base do clube. Promovido ao time principal no ano de 2016, ele fez sua estréia na Categoría Primera A em 9 de junho daquele ano, substituindo  Macnelly Torres no empate de 1-1 no Atlético Junior.
Marcou seu primeiro gol profissional dia 2 de julho de 2016, o primeiro gol do empate por 3-3 contra o Alianza Petrolera. 

### Empréstimos ao Deportivo Pasto e Leones
Ele não conseguiu se firmar como titular no Verdolagas, e foi emprestado ao Deportivo Pasto e ao seu ex-time Leones antes de ser reintregado pelo Atlético Nacional em julho de 2018.

### Atlético Bucaramanga
Em fevereiro de 2020, Ramírez transferiu-se para o Atlético Bucaramanga por empréstimo para a disputa do Campeonato Colombiano de 2020.

### Bahia
Em 9 de novembro, ainda propriedade do Atlético Nacional, foi emprestado ao Bahia para disputar o Campeonato Brasileiro até dezembro de 2021.
Pouco após chegar ao seu novo clube, Ramírez testou positivo para COVID-19. Após estar totalmente recuperado da doença, ele fez sua estreia pelo Bahia em 9 de dezembro, em uma derrota em casa por 2 a 3 contra o Defensa y Justicia.
Sofreu uma lesão no joelho em fevereiro, na derrota por 1 a 0 para o Fluminense. Voltou à Colômbia e passou por uma artroscopia, exigida pelo Atlético Nacional, detentor de seus direitos, sendo previsto seu retorno aos gramados em 6 meses.
O Bahia, por nota oficial publicada em 29 de dezembro de 2021, anunciou a saída de dez atletas, entre eles Ramírez. Índio chegou ao Bahia em 2020, disputou 15 jogos e marcou 3 gols com a camisa do Tricolor.

### América
Em 7 de janeiro de 2022, o América Mineiro anunciou a contratação do colombiano Índio Ramirez até o fim da temporada. A contratação é por empréstimo junto ao Atlético Nacional, da Colômbia. O Rubro-verde tem a opção de compra ao fim do contrato.
Em 30 de novembro de 2022, o América anunciou que não renovou o contrato de Ramírez para 2023. Ele disputou 32 partidas e marcou três gols com a camisa alviverde.

## Vida Pessoal

### Acusação de racismo
Em 20 de dezembro de 2020, Ramírez foi acusado de racismo por Gerson durante uma derrota fora de casa por 3–4 contra o Flamengo. Nessa partida, também fez o primeiro gol do time baiano na partida. Ramírez negou as acusações. Após o suposto incidente, o então técnico do Bahia, Mano Menezes, foi demitido pelos maus resultados do time, fato que ocorreu sem relação com o caso acima, enquanto Ramírez foi imediatamente afastado clube. Após a análise interna conduzida por peritos contratados pelo clube, não foi constatada nenhuma evidência de injúria racial e ele foi reintegrado ao time titular logo em seguida. O caso foi arquivado pelo STJD por falta de provas.

## Títulos
Atlético Nacional
- Copa Colômbia: 2016, 2018
- Recopa Sudamericana: 2017
- Copa Libertadores: 2016

Bahia
- Copa do Nordeste: 2021